# Elecciones generales de Puerto Rico de 1940
Se realizaron elecciones generales en Puerto Rico el 5 de noviembre de 1940. Debido a que las elecciones se realizaron bajo el gobierno colonial de los Estados Unidos, el gobernador era designado por el presidente de los Estados Unidos, siendo estas las penúltimas elecciones en las que el gobernador no fue un cargo electivo. El único cargo electivo disputado a nivel estatal (nacional) fue el de Comisionado Residente, que es un escaño en la Cámara de Representantes de los Estados Unidos sin derecho al voto. En esta elección, también se disputaron los 19 escaños en el Senado de Puerto Rico y los 39 escaños en la Cámara de Representantes de Puerto Rico.
Estas elecciones son las primeras en ser disputadas por un partido todavía vigente electoralmente, siendo este el entonces recién fundado Partido Popular Democrático (PPD), formado por un grupo de figuras políticas expulsadas del Partido Liberal Puertorriqueño. El PPD disputa su primera elección contra dos fuerzas políticas. La primera es la incumbente Coalición Republicana Socialista, fuerza política conformada en el 1932 por el Partido Unión Republicana y por el Partido Socialista, y que había salido airosa en las elecciones del 1932 y 1936. La segunda es la Unificación Puertorriqueña Tripartita, partido político formado por la unificación del Partido Liberal Puertorriqueño, el Partido Laborista Puro y el Partido Unión Republicana Progresista, en un solo partido político. Los últimos dos partidos en la Unificación se formaron a raíz de disidencias del Partido Socialista y del Partido Unión Republicana respectivamente.
Fueron las 7.as elecciones bajo la Ley Jones, ley estadounidense que regulaba la estructura del gobierno insular de Puerto Rico mientras estuvo vigente, y que derogó la Ley Foraker que servia el mismo propósito. El sufragio fue universal, mujeres y hombres mayor de 21 años pudieron ejercer el voto.